# Hu Yun
Hu Yun (胡云S, Hú YúnP; 1º febbraio 1962) è un'ex cestista cinese.

## Carriera
Con la Cina ha disputato i Campionati mondiali del 1990.